# Metriocnemus albolineatus
Metriocnemus albolineatus är en tvåvingeart som först beskrevs av Johann Wilhelm Meigen 1818.  Metriocnemus albolineatus ingår i släktet Metriocnemus och familjen fjädermyggor. Arten är reproducerande i Sverige. Inga underarter finns listade i Catalogue of Life.